# Viaje a través de lo imposible
Viaje a través de lo imposible (Le Voyage à travers l'impossible) es una película muda de la productora francesa Star Film del año 1904, del director pionero Georges Méliès. Está basada en la pieza de teatro homónima de Julio Verne y Adolphe d'Ennery (1811 - 1899), escrita en 1900 y estrenada el 25 de noviembre de ese mismo año en el Teatro de la Porte Saint-Martin. La película de Méliès tal vez se inspiró en otra suya de éxito: Viaje a la Luna (1902).
Como en la mayoría de las producciones de Méliès de esa época, en Viaje a través de lo imposible se hace uso de la narrativa, de las maquetas y de los efectos especiales.
La duración de la cinta es de aproximadamente 24 minutos (unas cinco veces más larga que las películas corrientes de esa época).

## Sinopsis

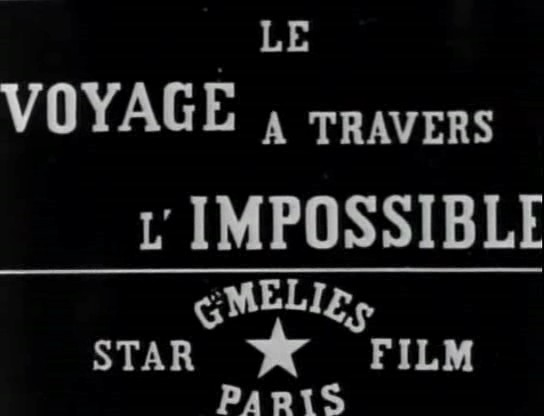
Un fotograma de la película.

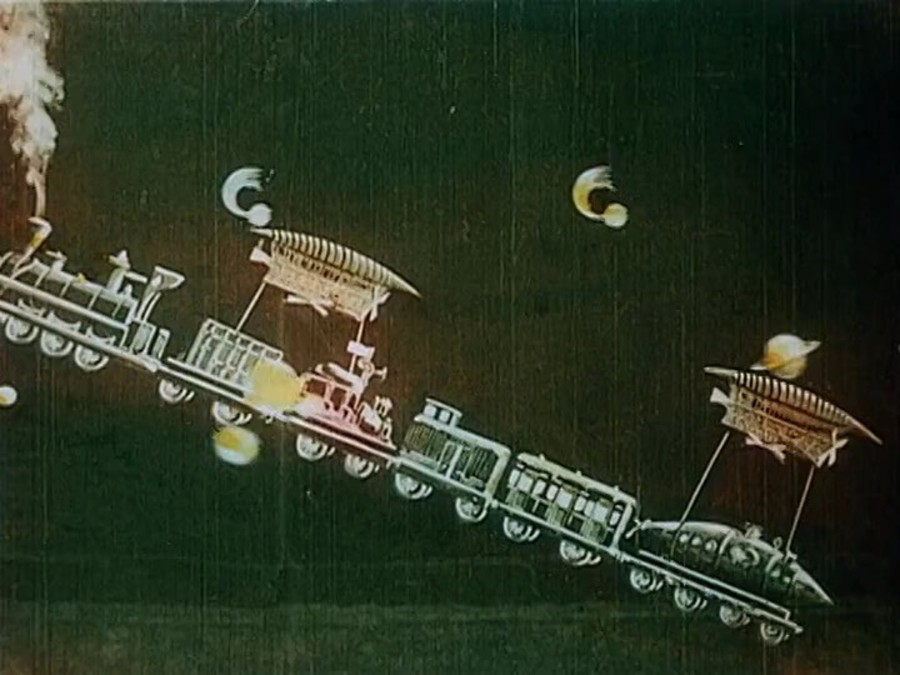
Otro fotograma de la película.

Los integrantes de un instituto geográfico se proponen realizar un viaje alrededor del mundo. Son muchos los vehículos que se crean con este propósito, entre ellos
un submarino, un coche y un largo vagón de tren lleno de hielo. Las máquinas se cargan en un tren y se mandan a los Alpes Suizos, donde los viajeros comenzarán
su aventura. En primer lugar, suben a bordo de un automóvil llamado “El carruaje imposible”, con el que viajan a través de las montañas, pero se estrellan y son trasladados al hospital. Después de haberse recuperado, suben a un tren junto con sus
vehículos y viajan hasta la cima de una montaña. Subiendo cada vez más, con globos atados al tren, llegan al espacio y el Sol los “absorbe”. Los viajeros tienen un accidente al aterrizar. Se alegran de estar vivos, pero el calor es insoportable. Excepto uno, todos se meten en el vagón de hielo, pero se congelan de pronto. El viajero que queda enciende un fuego para derretir el hielo, y lleva al resto de sus compañeros a otro de los vehículos: el submarino. Se van del Sol en el submarino, y caen en un océano. Un problema en la caldera provoca que el submarino explote y que los pasajeros sean lanzados por el aire y caigan sobre tierra. Un inmenso júbilo se apodera de los viajeros.

## Trascendencia de la obra
La mayoría de las películas anteriores a esta eran cortas y todas giraban en torno a la estimulación del sentido visual, una característica del movimiento moderno. Poco a poco, la película se convirtió en un medio usado para contar una historia. El Viaje Imposible de Méliès (1904) es un ejemplo concreto que cuenta la historia de unos pasajeros a bordo de un tren que los llevará a una aventura hacia el Sol e incluso bajo el océano.
Con una duración de unos veinte minutos (más extensa que otras películas de la época), la película estimula el
mismo sentido de la visión ya que, al no haber sonido, el espectador tiene que concentrar ese sentido en particular en la película con el
fin de seguir la trama que se está desarrollando. El tren es especialmente significativo: fue visto como un invento que, literalmente, te puede llevar a cualquier lugar, y el hecho de que esta película utilice el tren para expresar la aventura es un símbolo de las posibilidades de expansión de la época.

## Cultura popular
En el vídeo de 1995 del conjunto musical Queen Heaven for Everyone, se emplean
secuencias de Viaje a través de lo imposible y de la película más conocida de
Méliès: Viaje a la Luna.